# Pabellón de los Países Catalanes
El Pabellón de los Países Catalanes (en catalán: Pavelló dels Països Catalans) es una instalación multideportiva ubicada en Badalona. Desde 1996 es gestionado directamente por el Ayuntamiento de Badalona.
Ha portado diferentes nombres a lo largo de su existencia. Entre 1972 y 1991 fue conocido como Pavelló d'Ausiàs March, y entre 1992 y 1996 fue conocido como Pavelló Club Joventut. 

## Historia
Fue inaugurado en 1972 bajo diseño de los arquitectos Alberto Barbosa como nueva casa del equipo de baloncesto catalán Club Joventut de Badalona, ya que el antiguo pabellón deportivo de la Plana les quedaba pequeño. 
El nuevo pabellón contó con una capacidad para 5000 personas (hoy en día, tiene una capacidad para 4000 personas).
En este pabellón el Joventut Badalona ganó 2 Ligas (1977-78 y 1990-91) y 2 Copas Korac (1980-81 y 1989-90).
Fue una de las sedes del Eurobasket '73
En 1985 fue la sede la Copa del Rey de Baloncesto donde el Joventut quedó subcampeón. 
En 1991 fue abandonado por el Joventut, que se mudó al Palau Olímpic de Badalona.
En 1992 fue utilizado para los XXV Juegos Olímpicos al ser la sede del torneo de boxeo.  
Actualmente lo utilizan clubes amateurs de baloncesto de la ciudad y se disputan partidos de ligas locales, comarcales y autonómicas.